# JS Massira
Jeunesse Sportive D'El Massira Laâyoune (arab. شباب المسيرة الرياضي)  – marokański klub piłkarski mający siedzibę w Laâyoune. W sezonie 2020/2021 gra w GNF 2 (drugi poziom ligowy).

## Opis
Klub został założony w 1977 roku. Jego najlepszym wynikiem w historii było 5. miejsce w GNF 1 i 1/16 finału Pucharu Maroka. Klub gra na Stade Sheikh Mohamed Laghdaf. Prezesem klubu jest Hassan Ederham, a trenerem Abderrazak Khairi. 